# Stanisław Tęgoborski

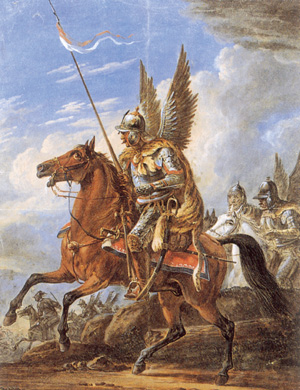
Aleksander Orłowski – Atak husarii

Stanisław Tęgoborski herbu Szreniawa – rotmistrz husarii, pułkownik wojsk królewskich, uczestnik bitwy pod Chocimiem i odsieczy wiedeńskiej, starosta małogoski, członek Komisji Monetarnej.

## Rodzina
Pochodził z rodziny Tęgoborskich herbu Szreniawa z Krzyżem z krakowskiego. W okolicach Jędrzejowa Tęgoborscy posiadali Ludynię, Imielno, Lipno i Jakubów.

## Kariera
- 11 listopada 1673 – brał udział w bitwie pod Chocimiem
- 12 września 1683 – był uczestnikiem odsieczy wiedeńskiej
- Poseł na sejm 1685 roku z województwa sandomierskiego[3].
- 1685 – na mocy ustawy sejmowej uzyskał starostwo małogoskie, został wyznaczony na komisarza do spraw monetarnych, we wrześniu tego roku poślubił Agatę, córkę Jana Wawrzyńca z Granowa Wodzickiego[4] herbu Leliwa, skarbnika nurskiego i sekretarza królewskiego.
- 1691 – odkupił od Jana Tęgoborskiego dobra  Imielno.
- Poseł na sejm 1693 roku z województwa sandomierskiego[5].
- 1697 – Podczas sejmu elekcyjnego Stanisław Tęgoborski był przeciwny kandydaturze księcia Contiego na króla Polski. Razem z kasztelanem małogoskim Mikołajem Krasińskim i wieloma innymi posłami podpisał OZNAYMIENIE KROLA NOWO OBRANEGO, NA SEYMIE WALNYM ELEKCYI MIĘDZY WARSZAWĄ A WOLĄ DIE 27 JUNIJ ANNO 1697. Nowym królem Polski został Fryderyk August I Wettyn, który rządził Polską jako August II Mocny.

W 1704 roku jako deputat województwa krakowskiego podpisał pacta conventa Stanisława Leszczyńskiego.
Starostą małogoskim był w latach 1685–1715. Folwark starosty małogoskiego znajdował się w Cieślach. Podczas wojny północnej, w czerwcu roku 1702 wojska szwedzkie Karola XII stacjonujące w Małogoszczu zdewastowały zarówno folwark, jak i  zabudowania chłopskie. Regres gospodarczy starostwa pogłębił się w roku 1709, gdyż królewszczyznę małogoską nawiedziła nie spotykana w jej historii zaraza morowa. W roku 1715 starostwo małogoskie nabył Remigian Kucharski.
Kasper Niesiecki tak o nim napisał w Chocimskiej i Wiedeńskiej expedycyi znaczne męstwo swoje pokazał.
W Encyklopedii Orgelbranda napisano był jednym z najdzielniejszych swego czasu rycerzy, na wyprawach pod Chocimiem i  Wiedniem świetnie się odznaczył.